# Impact Nominal Index
Impact Nominal Index англ. Impact Nominal Index, INI) — компьютерная система, предназначенная для полиции и других силовых структур Великобритании, которая позволяет оперативно навести справки об интересующих лицах.
INI была создана в 2006 году в рамках реализуемой министерством внутренних дел программы IMPACT. Разработчиком система выступила компания Web Technology Group. INI была разработана с учётом рекомендаций, высказанных представителями полиции после убийства двух школьниц в Сохеме в 2002 году.
INI, представляет собой, по сути, базу данных, содержащую список имен и соответствующие даты рождения людей, которые по каким-либо причинам фигурировали в полицейских протоколах. Эта программа обеспечивает оперативный и эффективный доступ к информации, которая очень важна для борьбы с преступностью, особенно во время критических ситуаций и облегчит, например, действия полиции при бегстве преступников за границу. Программа IMPACT, в рамках которой создана INI, рассматривает разработку последней как первый шаг на пути модернизации систем обмена информацией и связи полиции и силовых структур Великобритании.